# Kinosternon alamosae
Espèce
Statut de conservation UICN

 DD  : Données insuffisantes
Kinosternon alamosae est une espèce de tortues de la famille des Kinosternidae.

## Répartition
Cette espèce est endémique du Mexique. Elle se rencontre dans les États de Sinaloa et de Sonora.

## Étymologie
Cette espèce est nommée en référence au lieu de sa découverte, la ville d'Álamos dans le sud du Sonora.

## Publication originale
- Berry & Legler, 1980 : A new turtle (genus Kinosternon) from northwestern Mexico.  Contributions in Science, Natural History Museum of Los Angeles County, no 325, p. 1-12 (texte intégral).